# 2982 Muriel
2982 Muriel este un asteroid din centura principală, descoperit pe 6 mai 1981, de Carolyn Shoemaker.